# گوآکامایاس (بویاکا)
گوآکامایاس (انگلیسی: Guacamayas, Boyacá) یک منطقهٔ مسکونی در کلمبیا است.